# Gartenschule Villingen-Schwenningen
Die Gartenschule ist eine von zehn Grundschulen der Stadt Villingen-Schwenningen. Sie ist eine Ganztagsschule. Benannt ist sie nach der Gartenstraße im Schwenninger Stadtzentrum, in der sich ihr Hauptgebäude befindet. Daneben besteht die Rinelenschule als Außenstelle, deren Einzugsgebiet sich auf die Wohngebiete Rinelen und Deutenberg beschränkt.
Seit 2006 wird islamischer Religionsunterricht erteilt. Unterrichtet wird dabei die alevitische Glaubensrichtung. Als Schule mit besonderer pädagogischer und sozialer Aufgabenstellung werden an der Gartenschule eine ganze Reihe Projekte angeboten: Gewaltpräventionsprogramme, Programme zur Leseförderung, Programme zur Elternmitarbeit u. v. m.

## Geschichte
„Durch Erlass des Königlichen Oberamtes in Schulsachen vom 5. Juli 1903 sind die bürgerlichen Kollegien angewiesen worden über die Einrichtung eines neuen Schulgebäudes in der Gemeinde Schwenningen Beschluss zu fassen und diesen Beschluss binnen 3 Wochen in Vorlage zu bringen.“ Die Schule wurde 1909 eingeweiht. Sie war zunächst Volksschule für evangelische Jungen. Ab 1914 wurde das Gebäude als Lazarett genutzt.
Von 1933 bis 1945 musste sie den Namen „Deutsche Schule“ führen.
Zeitweilig wurden einige Grundschulklassen in Räume des 1965 errichteten Gebäudes des Gymnasiums am Deutenberg ausgelagert.
Seit 1974 ist die Gartenschule ausschließlich Grundschule. Die weiterführenden Klassen der bisherigen Volksschule wurden in die neu errichtete Hauptschule am Deutenberg integriert. 1978 kam es an der Gartenschule erstmals in Baden-Württemberg zu einem Modellversuch zur Zusammenarbeit zwischen Kindergärten und Grundschule.
1996 war die Gartenschule mit mehr als 600 Schülern eine der größten Grundschulen des Landes.

## Zahlen
Im Schuljahr 2010/11 werden die ca. 430 Schüler in 20 Klassen unterrichtet. Hierfür stehen 32 Lehrer und 18 Betreuer zur Verfügung. Für erforderliche Sanierungsarbeiten sieht die Stadt einen Finanzierungsbedarf von etwa 1,5 Millionen Euro, von denen auch mittelfristig nur etwa 16.000 Euro gedeckt sind.

## Ausstattung
Im Hauptgebäude befinden sich 18 Klassenräume, eine Druckerei, ein Film- und Videoraum sowie ein Musiksaal. Neben dem Hauptgebäude findet sich die 1987 errichtete Sporthalle mit Gymnastikraum. Auf Rinelen sind zwei erste und zwei zweite Klassen untergebracht. Auch dort besteht ein Gymnastikraum. Im Rahmen der Ganztagesbetreuung ist das Hauptgebäude zudem mit Schulküche und Mensa, Betreuungs-, PC- und Bastelraum ausgestattet.

## Bekannte Schüler
- Klaus Rösch (1945–2018), deutscher Politiker der FDP, ehemaliger Abgeordneter des Bundestages und des Landtages von Baden-Württemberg.[6]
- Katrin Vernau (* 1973 in Villingen-Schwenningen), deutsche Wirtschaftswissenschaftlerin, derzeit (2021) Verwaltungsdirektorin des WDR